# Gośniewice (gmina Warka)
Gośniewice – wieś sołecka w Polsce położona w województwie mazowieckim, w powiecie grójeckim, w gminie Warka.
W latach 1975–1998 miejscowość należała administracyjnie do województwa radomskiego.
W Gośniewicach znajduje się przystanek kolejowy, położony na trasie relacji Warszawa - Radom.